# Danny Kaye
Danny Kaye (Nueva York, 18 de enero de 1911-Los Ángeles, 3 de marzo de 1987) fue un actor, cantante, bailarín y humorista estadounidense de inmensa popularidad en las décadas de 1940, 1950 y 1960. Uno de los artistas más polifacéticos de su época, se destacó también por su labor humanitaria como embajador de la UNICEF, mereciendo la Medalla Presidencial (el más alto honor civil de Estados Unidos), dos Óscar de la Academia y la Legión de Honor del gobierno francés por su contribución artística y a la humanidad.

## Biografía
Era hijo menor de Jacobo y Clara Kaminsky, inmigrantes judíos, nació en Brooklyn y fue registrado como Daniel David Kaminsky. A los cuatro años demostraba su talento cantando en la escuela pública número 149 (hoy lleva su nombre) y a los 12 se hizo asistente del dentista Samuel Fine (padre de su futura esposa). En 1929 en los Catskills comenzó a frecuentar los centros de entretenimiento judío del llamado Borscht-Belt abandonando sus ilusiones de ser médico.
Nunca completó su educación formal, y debutó en 1935 en la película Moon over Manhattan. En 1941 causó sensación cuando apareció en la obra de Broadway Lady in the Dark de Kurt Weill e Ira Gershwin, interpretando el famoso número "Chaikovski", donde cantaba una cadena de nombres de compositores rusos a una velocidad impresionante, dando la sensación de no respirar ("El primer hombre en cantar 54 nombres en 38 segundos")
En 1944 trabajó en Up in Arms (Rumbo a Oriente) y en varios filmes con Virginia Mayo, en 1951 ganó un Globo de Oro por On the Riviera; en 1954 en Navidades blancas con Bing Crosby en un papel concebido originalmente para Fred Astaire; en la sátira cómica El bufón de la corte con Basil Rathbone, Glynis Johns y Angela Lansbury y en dos películas biográficas: Hans Christian Andersen (1952) y Las cinco monedas con Louis Armstrong sobre el pionero del jazz Red Nichols por el que ganó un premio Óscar Especial de la Academia de Hollywood. En 1958 ganó su segundo Globo de Oro por Me and the Colonel con Curd Jürgens.
Durante la Segunda Guerra Mundial fue investigado por el FBI por una supuesta evasión del servicio militar y luego con grupos comunistas. Ambas acusaciones fueron luego denegadas.
Inmensamente popular en el Reino Unido - donde según la revista LIFE se le profesaba "adoración bordeando en la histeria" fue requerido por la familia real inglesa en 1948 que asistió a su show unipersonal en Londres mudándose del palco real a la primera fila para verlo más de cerca. Fue la primera "non-command performance" de un monarca después de la guerra. Las letras de muchas de sus ingeniosas canciones fueron escritas por su mujer, la compositora Sylvia Fine con quien mantuvo un matrimonio dispar. Tuvieron una hija (Dena Kaye) y nunca se divorciaron formalmente, pero Kaye mantuvo comentados romances con Eve Arden y Marlene Sorosky entre otras. También es conocido su romance con la actriz y directora teatral uruguaya China Zorrilla durante el año 1965. La amistad con Lawrence Olivier (según un biógrafo del actor inglés, presuntamente homosexual, fue desmentida por su viuda Joan Plowright) finalizó cuando Kaye canceló su anunciada aparición en Arlequín, servidor de dos patrones dirigida por Olivier para acudir a Israel durante la Guerra de los 6 días en 1967.
Sus últimas apariciones en cine fueron durante la década de 1960, en La millonaria con Sophia Loren y Peter Sellers y La loca de Chaillot con Katharine Hepburn y Charles Boyer.
En televisión tuvo El show de Danny Kaye durante 1963-67, ganando un Premio Emmy en 1963 y otro en 1975 por
su aparición en "Danny Kaye's Look-In and the Metropolitan Opera". En 1976 actuó en el telefilm Pinocchio y Peter Pan y en 1981 una premiada aparición en Skokie donde encarnó un superviviente del Holocausto.
En 1970 regresó a Broadway en Two by Two, se rompió una pierna pero siguió actuando durante los 10 meses siguientes en una silla de ruedas o en muletas.
Célebre parodiador musical, llegó a dirigir orquestas sinfónicas de primer orden "reemplazando" a Eugene Ormandy y Zubin Mehta. 
Su presentación "En vivo desde el Lincoln Center con la Filarmónica de Nueva York" se transmitió a todo el país y mereció una nominación a los Premio Emmy. Se recuerdan sus intervenciones con Beverly Sills y otras figuras de la música.
Entusiasta deportista, fue uno de los fundadores del equipo de béisbol los Seattle Mariners.
Murió en Beverly Hills donde vivía en 1987 de un ataque al corazón después de una larga convalecencia por hepatitis C contraída por sangre contaminada durante una transfusión de cuádruple cirugía de by-pass en 1983.
En el año 2002 se estrenó la obra Danny and Sylvia: The Danny Kaye Musical, sobre la vida y relación del matrimonio.

## Premios y labor humanitaria
Premios Óscar
| Año  | Categoría                        | Resultado |
| ---- | -------------------------------- | --------- |
| 1955 | Óscar honorífico                 | Ganador   |
| 1982 | Premio Humanitario Jean Hersholt | Ganador   |

Además de sus dos Óscar, Emmy y Globos de Oro, fue un destacado humanitario y pacifista. 
Se le designó embajador permanente de buena voluntad de la UNICEF siendo el encargado de aceptar el Premio Nobel de la organización como su representante en 1965. 
Piloto de aviones por vocación podía manejar tanto aviones de un motor como 747 y por una campaña de la organización una vez voló entre 65 ciudades en cinco días. Entre sus contribuciones, recaudó más de 10.000.000 de dólares en fondos de pensiones para músicos.
En 1984 fue receptor de los honores anuales del Kennedy Center, merecedor de la Medalla Presidencial - el más alto honor civil otorgado por los Estados Unidos- y el asteroide (6546) Kaye fue nombrado en su honor.
Mereció una estrella en el Paseo de la Fama de Hollywood.
Fue condecorado con la Legión de Honor del gobierno francés en 1986.
Se destacó como chef de comida china y el teatro del Instituto Culinario de América en Hyde Park lleva su nombre en su honor. Según el chef Paul Bocuse, su casa era "El mejor restaurante chino de California", opinión compartida por invitados como Luciano Pavarotti, Shirley MacLaine, Henry Kissinger, el Príncipe Felipe, actual Rey de España y la Reina de Holanda.
El teatro del prestigioso Hunter College en Nueva York, desde 1993 lleva el nombre de The Sylvia and Danny Kaye Playhouse

## Biografías
- La vida secreta de Danny Kaye, documental del UNICEF
- The Danny Kaye Story, Kurt Singer, new York, 1958, T.Nelson
- Nobody's Fool: The Lives of Danny Kaye, Martin Gottfried, !994, New York

## Filmografía
- Rumbo a Oriente (1944).
- El asombro de Brooklyn (1945).
- Un hombre fenómeno (1945).

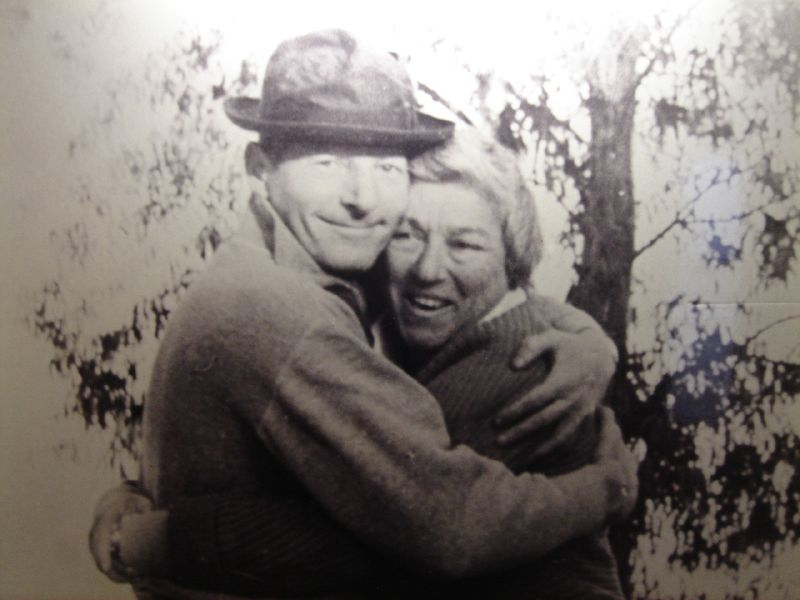
Danny Kaye y Lotte Eisenberg, la gerente del hotel Galei Kinneret en Haifa (Israel)

- La vida secreta de Walter Mitty (1947).
- Nace una canción (1948).
- El inspector general (1949).
- En la costa azul (1951).
- El fabuloso Andersen (1952).
- White Christmas (1954).
- Un gramo de locura (1954).
- Loco por el circo (1955).
- El bufón de la corte (1956).
- El coronel y yo (1958).
- The Five Pennies (1959).
- El doble del General (1961).
- Solo contra el hampa (1963).
- La loca de Chaillot (1969).
- Skokie (TV) (1981).

## Referencias

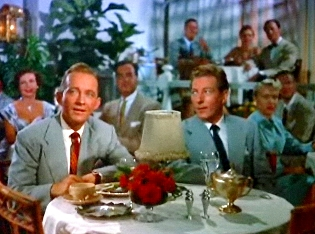
Bing Crosby y Danny Kaye en White Christmas (1954).